# José Tapia
José Tapia (San José de las Lajas, 1905. február 19. –?) kubai labdarúgó, edző.
A kubai válogatott szövetségi kapitánya volt az 1938-as világbajnokságon.

## Külső hivatkozások
- José Tapia adatlapja – calcio.com